# Pius IX
Pius IX (nascut Giovanni Maria Mastai Ferretti;  13 de maig de 1792 - 7 de febrer de 1878) va ser el cap de l'Església catòlica del 1846 al 1878, el regnat papal més longeu. Després de començar com a liberal, va invertir posicions i va condemnar fermament el liberalisme. Va ser notable per convocar el Primer Concili Vaticà el 1868 i per perdre definitivament el control papal dels Estats Pontificis el 1870 contra el Regne d'Itàlia. Es va negar a abandonar la Ciutat del Vaticà, declarant-se "presoner al Vaticà". La seva diplomàcia barreja molts fracassos amb alguns èxits com Àustria-Hongria, Portugal, Espanya, Canadà, Toscana, Equador, Veneçuela, Hondures, El Salvador i Haití.
A la seva encíclica Ubi primum va destacar el paper de Maria en la salvació El 1854, va promulgar el dogma de la Immaculada Concepció, articulant una llarga creença catòlica que Maria, la Mare de Déu, va ser concebuda sense pecat original. El seu Syllabus Errorum de 1864 va ser una forta condemna contra el liberalisme, el modernisme, el relativisme moral, la secularització i la separació entre l'Església i l'Estat. Pius va reafirmar definitivament l'ensenyament catòlic a favor de l'establiment de la fe catòlica com a religió estatal, quan fos possible. La seva crida al suport financer va resultar en la reactivació amb èxit de les donacions conegudes com l'òbol de Sant Pere. Va centralitzar el poder a l'església de la Santa Seu i de la Cúria Romana, alhora que va definir clarament l'autoritat doctrinal del Papa. El seu principal llegat és el dogma de la infal·libilitat papal. El papa Joan Pau II el va proclamar venerable el 6 de juliol de 1985 i el va beatificar el 3 de setembre de 2000. Pius IX va rebre el dia festiu litúrgic del 7 de febrer, data de la seva mort.

## Primers anys i ministeri
Giovanni Maria Mastai Ferretti va néixer el 13 de maig de 1792 a Senigallia. Va ser el novè fill nascut de la família noble de Girolamo dai Conti Ferretti i va ser batejat el mateix dia del seu naixement amb el nom de Giovanni Maria Battista Pietro Pellegrino Isidoro. Es va formar al col·legi escolapi de Volterra i a Roma. Quan era jove, a la Guardia Nobile, el jove comte Mastai es va comprometre a casar-se amb una irlandesa, la senyoreta Foster (la filla del bisbe de Kilmore), i es van fer gestions perquè el casament tingués lloc a l'església de San Luigi Dei Francesi. Els pares de Mastai es van oposar al matrimoni i, en el cas, no va comparèixer a l'església el dia assenyalat.

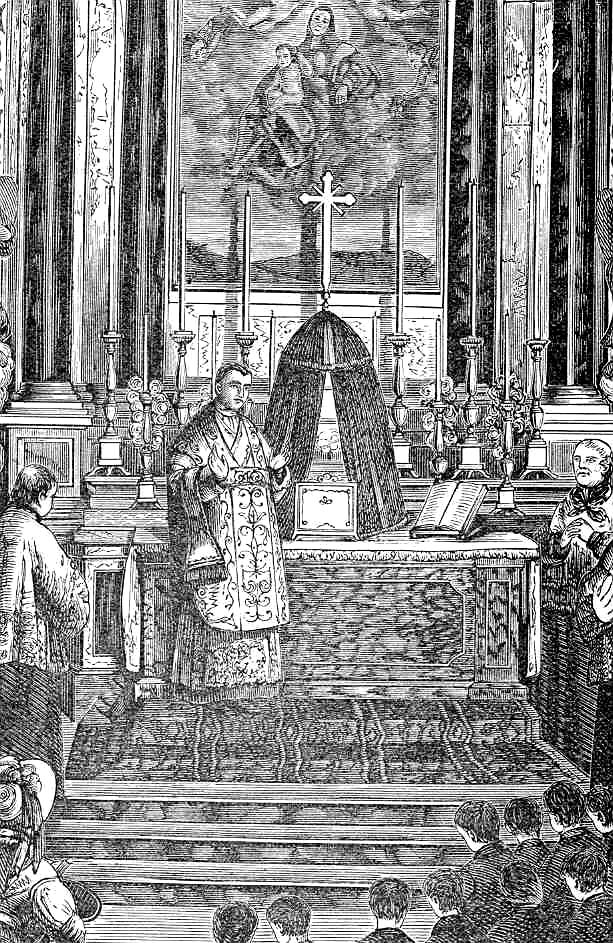
Il·lustració que mostra Mastai-Ferretti en la seva primera Santa Missa el 1819

El 1814, com a estudiant de teologia a la seva ciutat natal de Sinigaglia, va conèixer el papa Pius VII, que havia tornat de la captivitat francesa. El 1815, va ingressar a la Guàrdia Noble Papal, però aviat va ser acomiadat després d'un atac epilèptic. Es va llançar als peus de Pius VII, que el va elevar i va donar suport als seus continus estudis teològics.
El papa originalment va insistir que un altre sacerdot hauria d’ajudar Mastai durant la Santa Missa, una estipulació que va ser anul·lada després, després que els atacs de confiscació fossin menys freqüents. Mastai va ser ordenat sacerdot el 10 d'abril de 1819. Inicialment va treballar com a rector de l'Institut Tata Giovanni de Roma.
Poc abans de la seva mort, Pius VII, després del desig del líder xilè Bernardo O'Higgins de fer que el Papa reorganitzés l'església catòlica de la nova república, el va nomenar auditor per ajudar el nunci apostòlic, monsenyor Giovanni Muzi, en la primera missió post-revolucionària Sud Amèrica. La missió tenia l'objectiu de traçar el paper de l'Església catòlica a Xile i la seva relació amb l'Estat, però quan finalment va arribar a Santiago de Xile el març de 1824, O'Higgins havia estat derrocat i substituït pel General Freire, que estava menys disposat a l’Església i que ja havia pres mesures hostils com la confiscació de béns de l’Església. Havent acabat en fracàs, la missió va tornar a Europa. No obstant això, Mastai havia estat el primer futur papa a haver estat a Amèrica. Al seu retorn a Roma, el successor de Pius VII, el papa Lleó XII el va nomenar cap de l'hospital de San Michele de Roma (1825-1827) i canonge de Santa Maria a Via Lata.
El papa Lleó XII va nomenar Mastai Ferretti, de 35 anys, arquebisbe de Spoleto el 1827. El 1831, la revolució avortada que havia començat a Parma i Mòdena es va estendre a Spoleto; l'arquebisbe va obtenir un indult general després de ser suprimit, guanyant-li la reputació de ser liberal. Durant un terratrèmol, es va fer una reputació com un organitzador eficient de socors i una gran caritat. L'any següent va ser traslladat a la més prestigiosa diòcesi d'Imola, el 1839 fou nomenat cardenal in pectore i el 1840 fou anunciat públicament com a cardenal prevere de Santi Marcellino e Pietro. Igual que a Spoleto, les seves prioritats episcopals eren la formació de sacerdots mitjançant una educació i organitzacions benèfiques millorades. Es va fer conegut per visitar presos a la presó i per programes per a nens del carrer. El cardenal Mastai Ferretti va ser considerat liberal durant el seu episcopat a Spoleto i Imola perquè donava suport als canvis administratius als Estats Pontificis i simpatitzava amb el moviment nacionalista a Itàlia.

## Papat
El cardenal Mastai Ferretti va entrar al papat el 1846, enmig de les expectatives generalitzades que seria un defensor de la reforma i la modernització als Estats Pontificis, que governava directament, i a tota l’Església catòlica. Els admiradors volien que liderés la batalla per la independència italiana. El seu darrer gir cap al profund conservadorisme va sorprendre i consternar els seus partidaris originals, tot sorprenent i delectant la vella guàrdia conservadora.

### Elecció
El conclave de 1846, després de la mort del papa Gregori XVI (1831–46), va tenir lloc en un clima polític inquiet a Itàlia. El conclave estava impregnat d'una divisió fraccionària entre dreta i esquerra. Els conservadors de la dreta van afavorir les postures dures i l'absolutisme papal del pontificat anterior, mentre que els liberals van recolzar reformes moderades. Els conservadors van donar suport a Luigi Lambruschini, el cardenal secretari d'Estat del difunt papa. Els liberals van donar suport a dos candidats: Pasquale Tommaso Gizzi i l'aleshores Mastai Ferretti, de 54 anys.

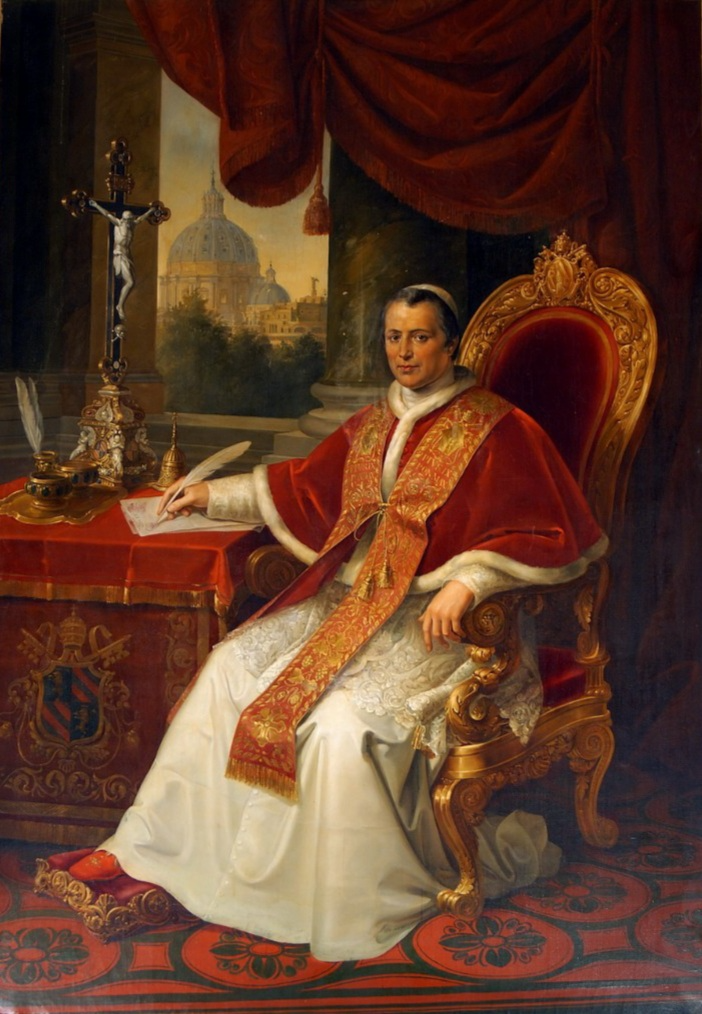
Pintura del papa Pius IX, poc després de la seva elecció al papat el 1846

Durant la primera votació, Mastai Ferretti va rebre 15 vots, la resta per Lambruschini i Gizzi. Lambruschini va rebre la majoria dels vots en les primeres votacions, però no va aconseguir la majoria de dos terços requerida. Gizzi va ser afavorit pel govern francès, però no va aconseguir més suport dels cardenals, i el conclave va acabar sent una disputa entre Lambruschini i Mastai Ferretti. Mentrestant, el cardenal Tommaso Bernetti hauria rebut informació que el cardenal Karl Kajetan von Gaisruck, l'arquebisbe austríac de Milà, es dirigia al conclave per veto l'elecció de Mastai Ferretti. El govern de l'Imperi austríac representat pel príncep Metternich en els seus afers exteriors es va oposar fins i tot a la possible elecció de Mastai Ferretti. Segons l'historiador Valèrie Pirie, Bernetti es va adonar que si Lambruschini havia de ser detingut i Mastai Ferretti havia de ser elegit, havia de convèncer els cardenals en poques hores o acceptar l'elecció de Lambruschini. Bernetti va convèncer la majoria dels electors perquè canviessin el seu suport a Mastai Ferretti.
Davant d'un punt mort i persuadit per Bernetti per impedir l'elecció de Lambruschini, liberals i moderats van decidir votar per Mastai Ferretti en una mesura que contradeia l'estat d'ànim general a tot Europa. El segon dia del conclave, el 16 de juny de 1846, durant una votació nocturna, Mastai Ferretti va ser elegit papa. "Era un candidat glamurós, ardent, emocionat, amb un do per a l'amistat i un historial de generositat fins i tot cap als anticlericals i Carbonari. Era un patriota, conegut per ser crític amb Gregori XVI." Com que era de nit, no es va donar cap anunci formal, només el senyal de fum blanc.
L'endemà al matí, el cardenal protodiaca, Tommaso Riario Sforza, va anunciar l'elecció de Mastai-Ferretti davant una multitud de fidels catòlics. Quan Mastai Ferretti va aparèixer al balcó, l'estat d'ànim es va alegrar. Mastai Ferretti va triar el nom de Pius IX en honor del papa Pius VII (1800–23), que havia animat la seva vocació al sacerdoci malgrat la seva epilepsia infantil. Tanmateix, Mastai Ferretti, ara papa Pius IX, tenia poca experiència diplomàtica i cap experiència curial, fet que va causar certa controvèrsia. Pius IX va ser coronat el 21 de juny de 1846.
L'elecció del liberal Pius IX va crear molt entusiasme a Europa i a altres llocs. "Durant els propers vint mesos després de les eleccions, Pius IX va ser l'home més popular de la península Itàlica, on sovint es va sentir l'exclamació" Llarga vida a Pius IX! ". Els protestants anglesos el van celebrar com un "amic de la llum". "i un reformador d'Europa cap a la llibertat i el progrés. Va ser elegit sense influències polítiques des de fora i en els millors anys de la seva vida. Va ser pietós, progressista, intel·lectual, decent, amable i obert a tothom.

### El govern de l'Església
Pius IX tenia fama de ser un home culte: en ser triat va proclamar una amnistia per als presos amb delictes polítics i va instituir La Consulta, una càmera deliberativa de representació popular (però triada no per sufragi universal, sinó censatari) que va propiciar una major participació ciutadana en el govern dels Estats pontificis. També va abolir l'antic gueto jueu de Roma. Per als seus propòsits liberalitzadors va haver de pugnar àrduament amb la pròpia cúria romana, fins al punt que en dos anys va tenir no menys de set secretaris d'Estat.

#### Centralització

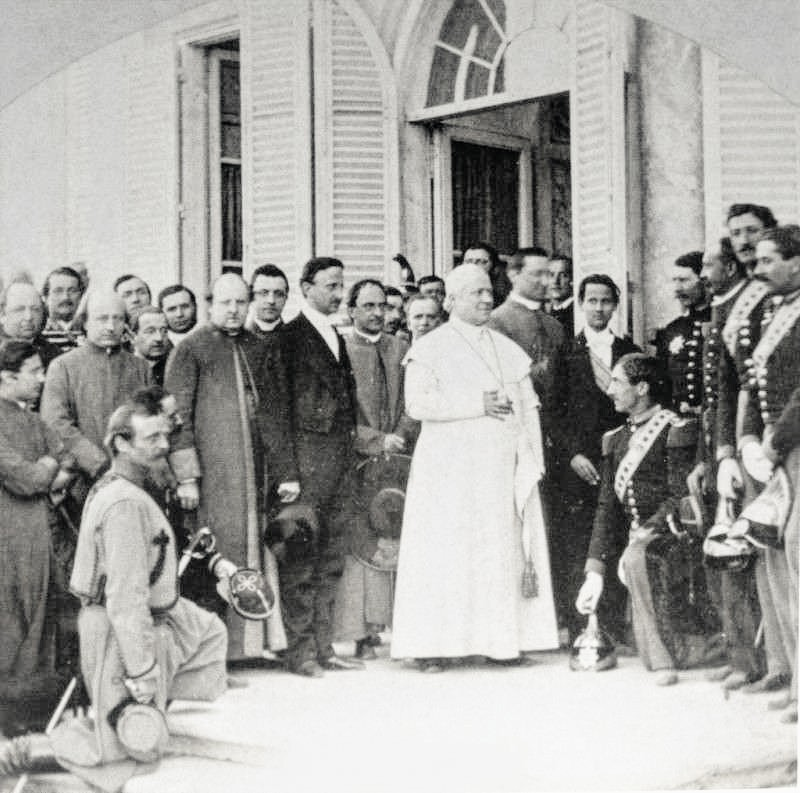
Pius IX i alguns cardenals el 1862

El final dels Estats Pontificis enmig de la "bota italiana" al voltant de la zona central de Roma no va ser l'únic esdeveniment important del llarg pontificat de Pius. El seu lideratge de l'Església va contribuir a una centralització i consolidació del poder a Roma i al papat cada vegada més grans. Tot i que es debatien intensament sobre les seves opinions i polítiques, el seu estil de vida personal estava per sobre de qualsevol crítica; era considerat un model de simplicitat i pobresa en els seus assumptes quotidians. Més que els seus predecessors, Pius va utilitzar el púlpit papal per dirigir-se als bisbes del món. El Concili Vaticà I (1869-1870), que va convocar per consolidar encara més l'autoritat papal, es va considerar una fita no només en el seu pontificat, sinó també en la història eclesiàstica mitjançant la definició del dogma de la infal·libilitat papal.

#### Disputa amb l'església catòlica grega melkita
Després de la conclusió del Concili Vaticà I, es va enviar un emissari de la cúria romana per assegurar les signatures del patriarca Gregori II Youssef i de la resta de la delegació melkita que havia votat no placet a la congregació general i havia abandonat Roma abans de l'adopció de la constitució dogmàtica Pastor aeternus sobre la infal·libilitat papal. Gregori i els bisbes melkites s'hi van subscriure finalment, però van afegir la clàusula de qualificació utilitzada al Concili de Florència: "excepte els drets i privilegis dels patriarques orientals". Això va valer a Gregori l'enemistat de Pius IX; durant la seva propera visita al pontífex, abans d'abandonar Roma, quan Gregori estava agenollat, Pius va posar el genoll a l'espatlla del patriarca, només li va dir: Testa dura! (Sou dur de cap!). Malgrat aquest esdeveniment, Gregori i l'església catòlica grega melkita van romandre compromesos amb la seva unió amb la Santa Seu.

#### Drets eclesiàstics

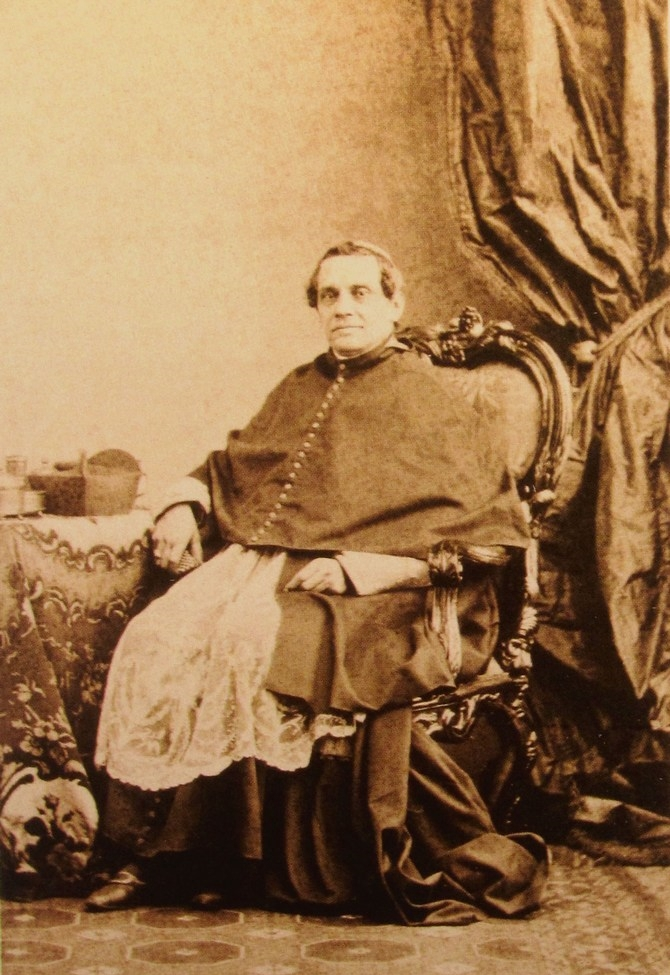
El cardenal Giacomo Antonelli, secretari d'Estat de Pius IX

Les polítiques eclesiàstiques de Pius IX es van dominar amb una defensa dels drets de l'Església i el lliure exercici de la religió per als catòlics en països com Rússia i l'Imperi Otomà. També va lluitar contra el que va percebre com a filosofies anticatòliques a països com Itàlia, Alemanya i França. Molts dels súbdits del Papa volien ser italians. Els soldats que custodiaven el papa dels italians (entre 1849 i 1870) eren en gran part francesos i austríacs. El Papa va pensar a traslladar-se a Alemanya 
Després de la derrota francesa a la guerra francoprussiana de 1870–1871, els Estats Pontificis van perdre el seu protector Napoleó III del Segon Imperi Francès i van ser absorbits pel Regne d'Itàlia. L'Imperi Alemany va perseguir activament l'església sota els Kaisers durant una dècada després de la guerra.

#### Jubileus
Pius IX va celebrar diversos jubileus, inclòs el tricentenari del Concili de Trento. Pius va celebrar el 1.800è aniversari del martiri dels apòstols Pere i Pau el 29 de juny de 1867 amb 512 bisbes, 20.000 sacerdots i 140.000 laics a Roma. El 1871 es va organitzar una gran reunió per commemorar el 25è aniversari del seu papat. El govern italià el 1870 va prohibir moltes peregrinacions populars. Els fidels de Bolonya van organitzar una "peregrinació espiritual" nacional al papa i a les tombes dels apòstols el 1873. El 1875, Pius va declarar un Any Sant que es va celebrar a tot el món catòlic. En el 50è aniversari de la seva consagració episcopal, gent de totes les parts del món va venir a veure l'antic pontífex del 30 d'abril de 1877 al 15 de juny de 1877. Era una mica tímid, però va valorar la iniciativa a l'església i va crear diversos títols nous, recompenses i ordres d'elevar aquells que al seu parer mereixien mèrit.

#### Consistoris
Pius IX va crear 122 nous cardenals - el límit de nombre de llavors del Col·legi de Cardenals era 70 - dels quals 64 eren vius a la seva mort. Entre les elevacions destacades del "capell vermell" hi havia Vincenzo Pecci, el seu eventual successor Lleó XIII; Nicholas Wiseman de Westminster; Henry Edward Manning i John McCloskey, el primer estatunidenc que va ser elevat al Col·legi de Cardenals.

#### Canonitzacions i beatificacions
El papa Pius IX va canonitzar 52 sants durant el seu pontificat. Va canonitzar sants notables com els màrtirs del Japó (8 de juny de 1862), Josafat Kuncewič (29 de juny de 1867) i Nicholas Pieck (29 de juny de 1867). Pius IX beatificat més de 222 persones al llarg del seu papat, incloent la talla de Benoît-Joseph Labre, Pere Claver, i els seus dos predecessors el Eugeni III i Urbà V.

#### Doctors de l'Església
Pius IX va nomenar tres nous Doctors de l'Església: Hilari de Poitiers (1851), Alfons Maria de Liguori (1871) i Francesc de Sales (19 de juliol de 1877).

## Sobirania dels Estats Pontificis
Pius IX no només va ser papa, sinó fins al 1870, també l'últim sobirà governant dels Estats Pontificis. Com a governant secular de tant en tant se'l coneixia com a "rei". No obstant això, no és clar si aquest va ser mai un títol acceptat per la Santa Seu. Ignaz von Döllinger, fervorós crític del seu dogma d'infal·libilitat, considerava el règim polític del papa als Estats Pontificis “savi, benintencionat, de caràcter suau, frugal i obert a les innovacions”. No obstant això, hi va haver controvèrsia. En el període anterior a les revolucions de 1848, Pius va ser un reformador molt ardent assessorat per pensadors tan innovadors com Antonio Rosmini-Serbati (1797–1855), que va conciliar el nou pensament "lliure" relatiu als drets humans amb la tradició clàssica del dret natural de l'ensenyament de l'església en matèria política i ordre econòmic (ensenyaments de justícia social). No obstant això, després de la revolució, les seves reformes polítiques i les seves millores constitucionals es van considerar minimalistes, romanent en gran part en el marc de les lleis de 1850 esmentades anteriorment.

### Reformes als Estats Pontificis
Pius IX va ser durant un temps molt popular a tot Itàlia a causa de les seves polítiques liberals. Va nomenar un ministre capaç i il·lustrat, Rossi, per administrar els Estats Pontificis. També es va mostrar hostil a les influències austríaques, molt per a delit dels patriotes italians, que van aclamar Pio Nono com el proper redemptor d'Itàlia. "Volen convertir-me en un Napoleó que sóc un pastor pobre del país", va declarar una vegada.
Durant els primers anys de Pius IX com a papa, el govern dels Estats Pontificis va millorar la tecnologia i la productivitat agrícoles mitjançant l'educació dels agricultors en instituts científics agrícoles de nova creació. Va abolir els requisits perquè els jueus assistissin als serveis i sermons cristians i va obrir les caritats papals als més necessitats entre ells. El nou papa va alliberar tots els presos polítics donant amnistia als revolucionaris, cosa que va horroritzar les monarquies conservadores de l'Imperi austríac i d'altres llocs. "Va ser celebrat a Nova York, Londres i Berlín com a governant model."

### Estructura governamental
El 1848, Pius IX va publicar una nova constitució titulada "Estatut fonamental per al govern secular dels estats de l'Església". L'estructura governamental dels Estats Pontificis reflectia el doble caràcter espiritual-secular del papat. Els seculars o laics eren fortament majoritaris amb 6.850 persones enfront de 300 membres del clergat. No obstant això, el clergat va prendre decisions clau i cada sol·licitant de feina havia de presentar una avaluació de caràcter del seu rector per ser considerada.

### Les finances
L'administració financera als Estats Pontificis, sota Pius IX fou cada vegada més posada en mans dels laics. El pressupost i l'administració financera havia estat durant molt temps objecte de crítiques fins i tot abans del nomenament de Pius IX, i no va acabar amb el seu papat. El 1850, va crear una congregació de finances governamentals que consta de quatre laics amb el fons per al finançament de les vint províncies.

### Política econòmica
Pius IX, abona els esforços sistemàtics per a millorar la indústria i el comerç, donant avantatges i premis papals als productors de llana, seda i altres materials destinats a l'exportació. Es va millorar la infraestructura de transport amb la construcció de carreteres, viaductes, ponts i ports marítims. Una sèrie de noves connexions ferroviàries per connectar els Estats Pontificis al nord d'Itàlia. Els italians del nord semblaven més propensos a explotar econòmicament els mitjans moderns de comunicació que els habitants del centre i el sud d'Itàlia.

### El sistema jurídic
El sistema de justícia dels Estats Pontificis va ser objecte de nombroses acusacions, tot i que no era gaire diferent dels sistemes de justícia de la resta d'Itàlia. Hi havia una falta general de llibres i normes legals i acusacions de parcialitat dels jutges. Bandes criminals de tipus mafiós posaren en perill el comerç i els viatgers en diverses regions, amb robatoris i assassinats a voluntat.

### L'exèrcit

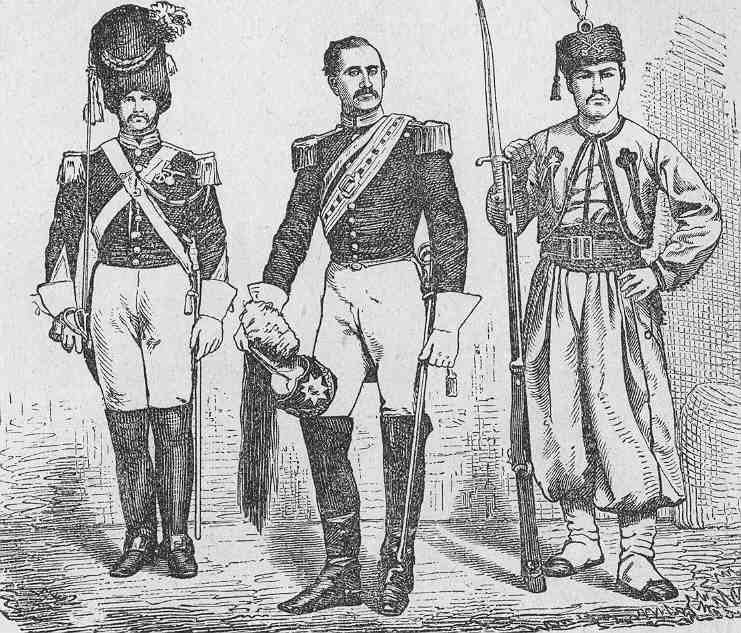
Soldats papals cap al 1860

Una posició única es va concedir a l'exèrcit papal, compost gairebé exclusivament d'estrangers, ja que la noblesa romana Negre no estava disposada a servir, i la població va resistir el servei militar, a pesar d'una estructura de salari digne i la possibilitat de promoció. El principal, però no l'únic element de l'exèrcit papal va ser la Guàrdia Suïssa. El nombre de soldats papals ascendia a 15.000 el 1859.

### Universitats
També Pius IX va ser criticat per la seva política educativa, que en gran part fou una continuació de les prioritats tradicionals de l'ensenyament catòlic amb una negligència de les ciències naturals. L'educació no era obligatòria en els Estats Pontificis, un fet que explica el baix nivell d'instrucció, en comparació amb altres països. L'ensenyament secundari va anar en gran part a mans privades o en el control dels instituts catòlics i els ordes religiosos. Així mateix, les dues universitats pontifícies de Roma i Bolonya sofriren molt de la revolució del 1848, però els seus estàndards en les àrees de ciències, matemàtiques, filosofia i teologia es van considerar adequats.. Pius va reconèixer que hi havia molt treball per a fer i va instituir una comissió de reforma.
Durant el seu mandat, catòlics i protestants van col·laborar per fundar una escola a Roma per estudiar dret internacional i formar mediadors internacionals compromesos amb la resolució de conflictes.
Hi havia un diari, el Giornale di Roma, i un periòdic, Civilta Cattolica, dirigit per jesuïtes.

### Les arts
Pius IX va ser un mecenes de les arts com la majoria dels seus predecessors. Els dos teatres de Roma van ser molt populars en part perquè se'ls eximia de qualsevol tipus de censura papal. i molt més, i va lliurar nombroses recompenses als seus representants. La major part dels seus esforços concernia les esglésies de Roma, i també als Estats Pontificis..
Va ordenar l'enfortiment del Coliseu, amenaçat amb esfondrar-se. Es van invertir enormes quantitats en el descobriment de catacumbes cristianes, per les quals Pius va crear una nova comissió arqueològica el 1853.
Durant les revolucions de 1848 a Roma es va proclamar la república i Pius IX va haver de fugir a Gaeta, al regne de les Dues Sicílies, disfressat de monjo. Des d'allí va demanar ajuda a les principals potències catòliques: Espanya, Àustria, França i les Dues Sicílies, que van acudir en la seva ajuda. Quan els seus territoris li van ser restituïts pels francesos, va tornar animat per propòsits menys liberals, exemple d'això, la restauració del gueto jueu. El 1853 va reconciliar-se amb les monarquies protestants dels Països Baixos i del Regne Unit, les quals van permetre el restabliment en els seus països de la jerarquia catòlica.
Altres accions destacables són la proclamació del dogma de la Immaculada Concepció (encíclica Ineffabilis Deus, del 8 de desembre de 1854) i la convocatòria del Concili Vaticà I (1869-1870), on es va definir la infal·libilitat papal per als seus pronunciaments ex cathedra -circumstància aquesta, que es produïx en comptadíssimes ocasions- i l'enfortiment del prevalgut romà (constitució apostòlica Pastor aeternus de 18 de juliol de 1870). El Concili també va recollir les tesis del Syllabus Errorum i mitjançant la constitució Dei Filius (De fide catholica) reconeixia als pontífexs romans la prevalència de jurisdicció sobre tots els bisbes, tant individualment com col·lectivament considerats.
Mitjançant la butlla Non Expedit va prohibir als catòlics, sota severes penes canòniques, tota participació activa en la política italiana, inclòs el sufragi. Els últims anys del seu pontificat va viure aïllat al Vaticà, en veure com les propietats de l'Església a Itàlia eren confiscades, mentre que a Alemanya, Otto von Bismarck començava la seva Kulturkampf contra el catolicisme. El seu papat havia estat un dels més llargs de la història i, al seu torn, un dels que havia hagut d'afrontar problemes més greus.

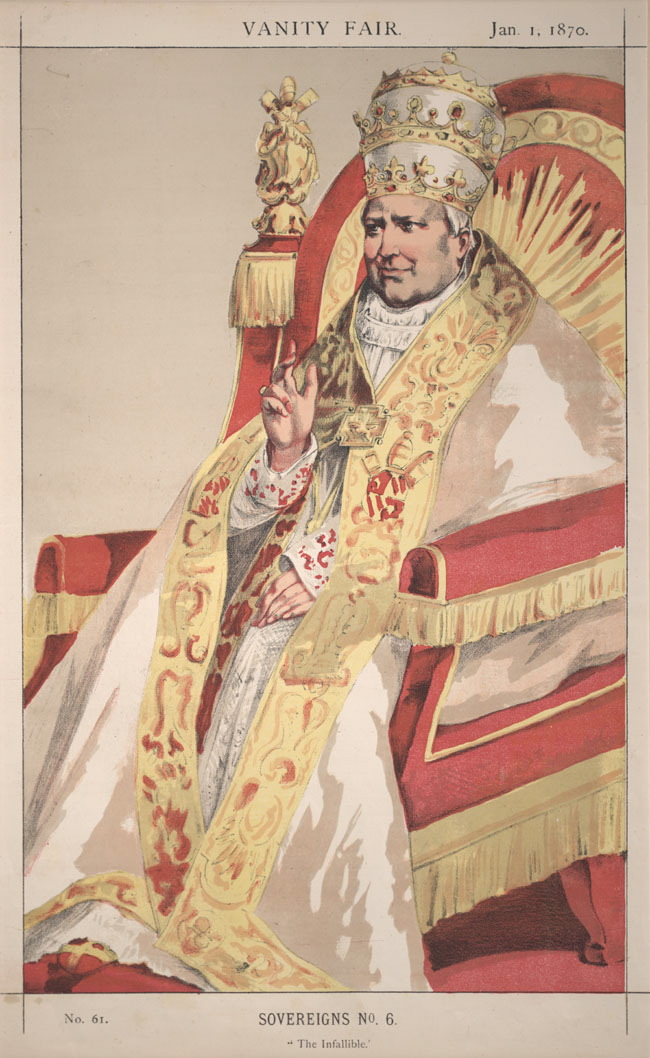
Il·lustració del Vanity fair, 1870
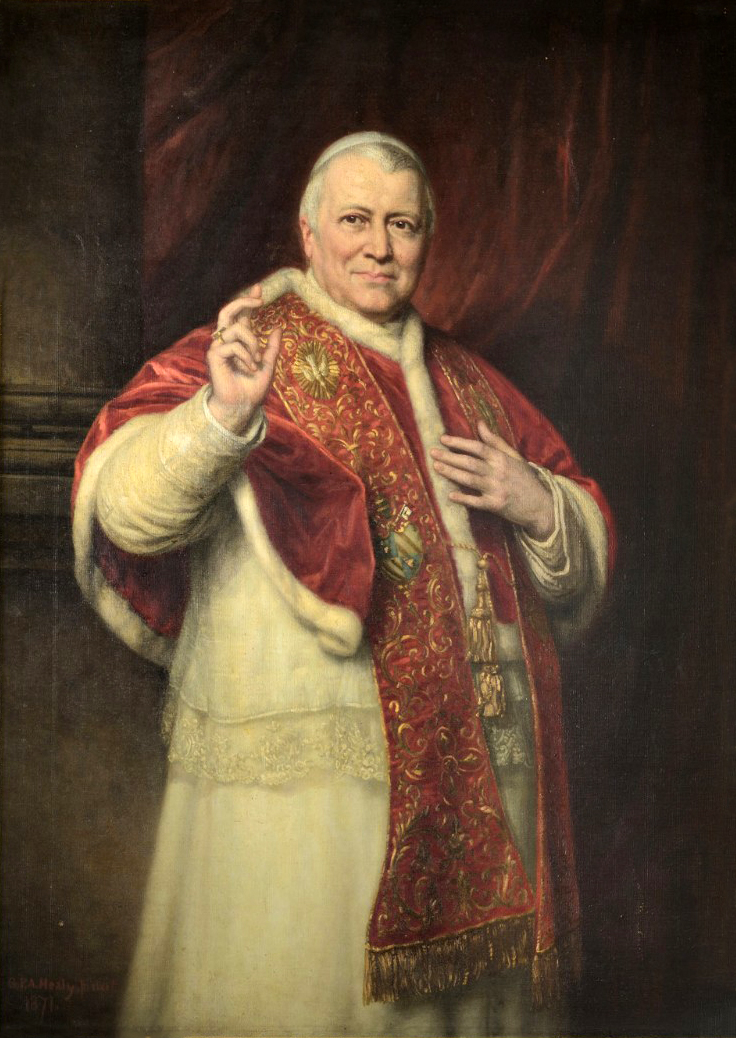
El papa retratat per G. P. Alexander Healy el 1871
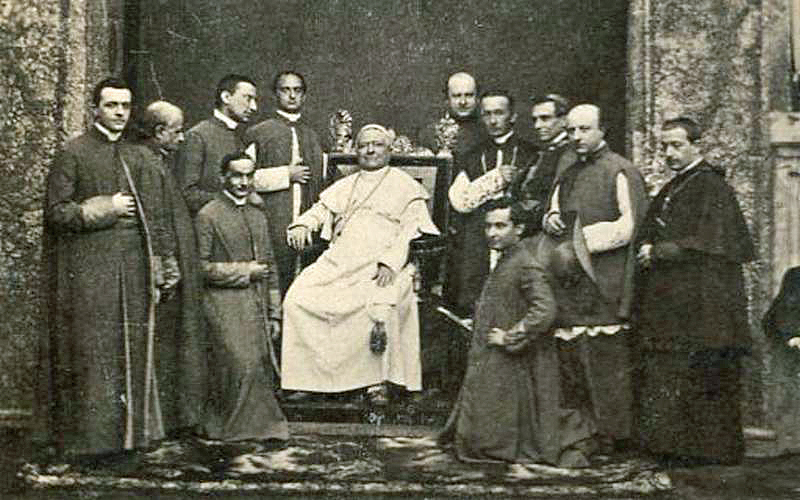
La cort papal, ca. 1876
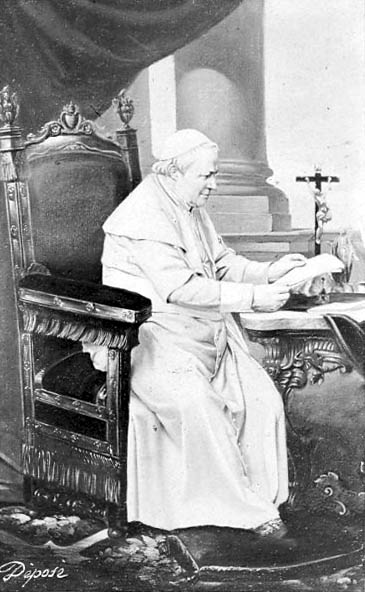
El papa per D'Alessandri, ca. 1865
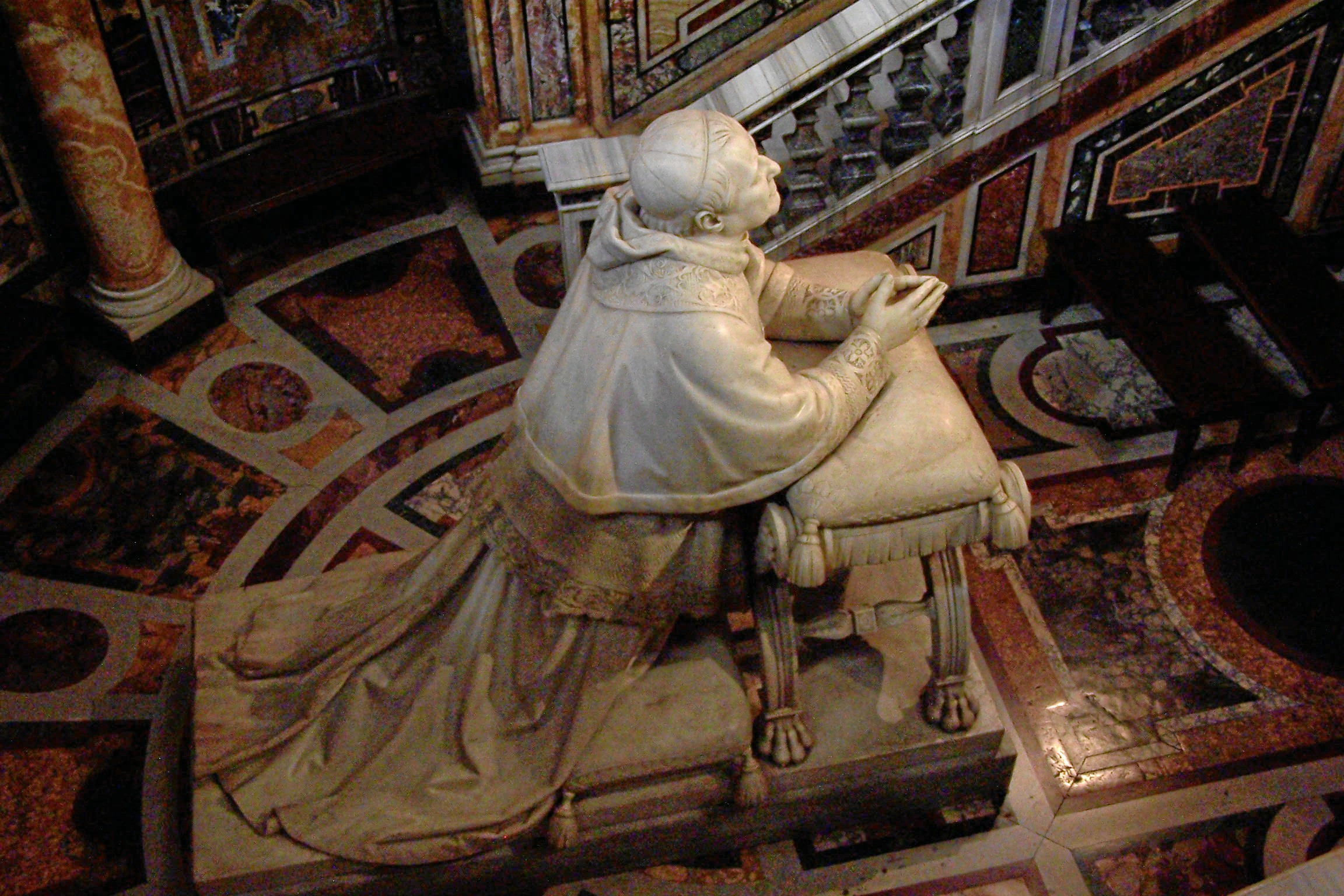
Escultura del papa a S. Maria Maggiore de Roma

### Syllabus Errorum
Després va dedicar-se a la defensa doctrinal del catolicisme i a la defensa dels Estats Pontificis. De fet, el moviment d'unificació italiana sota Cavour i el rei Víctor Manuel II contestava amb vehemència creixent el poder seglar papal, considerat com un anacronisme, fins que el 1860 el vaticà va perdre gairebé tot el seu territori. El 1864 Píus IX va promulgar l'encíclica Quanta Cura que duu com apèndix el celebèrrim Syllabus Errorum, un compendi que condemna vuitanta doctrines progressistes de la seva època. Anatematitza entre altres el panteisme, el naturalisme, el racionalisme, l'indeferentisme, el latitudinarisme, el socialisme, el comunisme, el liberalisme, les societats secretes, el biblisme i l'autonomia de la societat civil. Reafirmava la invalidesa del matrimoni celebrat entre catòlics celebrat davant una autoritat civil o de catòlics separats, matrimoni dels quals no havia cessat
. És generalment considerat com una de les causes majors de l'endarreriment del progrés científic als països on l'església tenia una gran influència sobre la política educativa, com es queixava Nicolás Salmeron el 1876: «Davant les declaracions i anatemes del Syllabus i del concili vaticà, qui pot sostenir la conciliació del catolicisme i la Ciència?»

### Protestants i jueus
Els Estats Pontificis eren una teocràcia. L'Església catòlica i els catòlics tenien més drets que els membres d'altres religions. Les polítiques de Pius IX es van tornar cada vegada més reaccionàries amb el pas del temps: al començament del seu pontificat, juntament amb altres mesures liberals, Pius va obrir el gueto jueu a Roma. Després de ser retornat per les tropes franceses del seu exili el 1850, durant el qual la  República romana va emetre fortes mesures anti-Església, el Papa va emetre una sèrie de mesures antialiberals, inclosa la reinstitució del gueto.
El 1858, en un cas molt publicitat, la policia dels Estats Pontificis va confiscar un nen jueu de sis anys, Edgardo Mortara, dels seus pares, retirant-los la pàtria potestat. Segons els informes, una criada cristiana no relacionada amb la família l'havia batejat informalment durant una malaltia sis anys abans, per por que morís. La llei estatal papal prohibia que els jueus creixessin cristians, fins i tot els seus propis pares, i considerava que el bateig informal del nadó era una conversió religiosa vàlida. L'incident va provocar una indignació generalitzada entre catòlics liberals i no catòlics, i va contribuir al creixent sentiment antipapal a Europa. El noi va ser criat a la casa papal i finalment va ser ordenat sacerdot als 21 anys.

## Polítiques envers altres nacions
Pius IX va ser l'últim papa que també va funcionar com a governant laic com a monarca dels Estats Pontificis, governant uns 3 milions de persones entre 1846 i 1870. El 1870 el recentment fundat Regne d'Itàlia va apoderar-se de les zones restants dels Estats Pontificis per la força de les armes. La disputa entre Itàlia i el Papat només es va resoldre en dret internacional mitjançant el Tractat de Laterà (també conegut com a Pactes del Laterà o Acords de Laterà), acordat el 1929 entre el Regne d'Itàlia i la Santa Seu, aquest últim va rebre una compensació financera per la pèrdua dels Estats Pontificis, en substitució de la qual Itàlia va reconèixer l'Estat de la Ciutat del Vaticà com un estat territorial independent que és l'expressió d'una entitat sobirana en el dret internacional coneguda com la Santa Seu. Aquest últim, com abans, manté relacions diplomàtiques amb molts altres estats.

### Concordats
Pius IX va signar concordats amb Espanya, Àustria, Toscana, Portugal, Haití, Hondures, Equador, Nicaragua, El Salvador i Rússia.

### Itàlia
Ben conscient de les pressions polítiques als Estats Pontificis, el primer acte d'amnistia general de Pius IX per als presos polítics no va tenir en compte les possibles implicacions i conseqüències. Els revolucionaris alliberats només van reprendre les seves activitats anteriors i les seves concessions només van provocar exigències majors, ja que els grups patriòtics italians buscaven no només un govern constitucional (al qual era simpàtic), sinó també la unificació d'Itàlia sota el seu lideratge i una guerra d'alliberament contra l'Àustria catòlica, que reclamava com a pròpies les províncies del nord d'Itàlia.
A principis de 1848, tota l'Europa occidental va començar convulsionar per diversos moviments revolucionaris. El Papa, que afirmava estar per sobre dels interessos nacionals, es va negar a entrar en guerra amb Àustria, cosa que va revertir totalment la visió fins ara popular d'ell a la seva Itàlia natal. En una mesura calculada i ben preparada, el primer ministre Rossi va ser assassinat el 15 de novembre de 1848 i, els dies següents, els guàrdies suïssos van ser desarmats, convertint el Papa en presoner al seu palau. No obstant això, va aconseguir escapar de Roma diversos dies després.
Es va declarar una  República romana el febrer de 1849. Pius va respondre des del seu exili excomunicant a tots els participants.
Va visitar els hospitals per consolar els ferits i malalts, però semblava haver perdut a alguns dels seus gustos liberals i la seva confiança en els romans, que s'havia tornat contra ell en 1848. Pius decidit traslladar la seva residència del Palau del Quirinal dins de Roma fins al Vaticà, on han viscut els papes des de llavors.

#### Fi dels Estats Pontificis

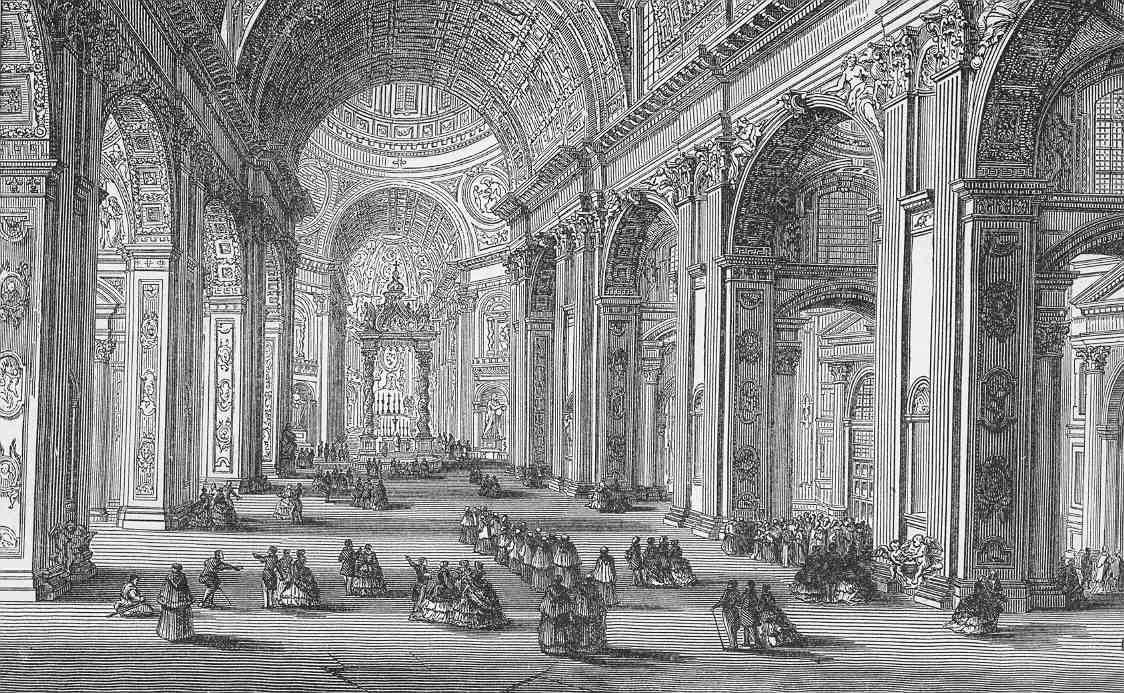
Il·lustració de l'interior de la basílica de Sant Pere cap al 1870

Després de derrotar l'exèrcit papal el 18 de setembre de 1860 a la Batalla de Castelfidardo, i el 30 de setembre a Ancona, Víctor Manuel II de Sardenya va capturar tots els territoris papals excepte el Laci amb Roma i va obtenir el títol de Rei d'Itàlia. Roma va ser envaïda el 20 de setembre de 1870 després d'un setge de poques hores. Itàlia va aprovar la Llei de garanties papals (13 de maig de 1871) que donava al Papa l'ús del Vaticà però li negava la sobirania sobre aquest territori, tot i que li concedia el dret d'enviar i rebre ambaixadors i un pressupost de 3,25 milions de lires anualment. Pius IX va rebutjar oficialment aquesta oferta (encíclica Ubi nos, 15 de maig de 1871), ja que es tractava d'una decisió unilateral que no atorgava el reconeixement internacional del papat i que podia ser modificada en qualsevol moment pel parlament secular.
Pius IX es va negar a reconèixer el nou regne, que va denunciar com una creació il·legítima de la revolució. Va excomunicar els líders de la nació, inclòs el rei Víctor Emanuel II, a qui va denunciar com a "oblidador de tots els principis religiosos, menyspreant tots els drets, trepitjant totes les lleis". El seu regnat sobre Itàlia va ser, per tant, "una usurpació sacrílega."

### Mèxic
Amb l'establiment, propiciat per Napoleó III, del Segon Imperi Mexicà i Maximilià I de Mèxic com el seu governant, el 1864, l'Església estava buscant una mica d'alleujament d'un govern amistós després de les accions anticatòliques de Benito Juárez. Juárez havia suspès recentment el pagament del deute extern i es van apoderar de béns de l'Església.
Pius havia beneït a Maximilià i la seva esposa Carlota de Bèlgica abans de marxar a Mèxic per a començar el seu regnat. No obstant això, la fricció entre el Vaticà i Mèxic seguirà amb el nou emperador Maximilià quan es va insistir en la llibertat de religió que es va oposar a Pius. Relacions amb el Vaticà només es reprendrà quan Maximilià va enviar a un nord-americà convertit recentment, el sacerdot catòlic pare Fischer a Roma com el seu enviat.
Contràriament als informes de Fischer les negociacions no van bé i el Vaticà no es movia. Maximilià va enviar la seva esposa Carlota a Europa per llegar en contra de la retirada de les tropes franceses. Després d'un fallit intent de negociació amb Napoleó III, Charlotte va viatjar a Roma per demanar audiència a Pius XII el 1866. En la seva primera reunió Charlotte xiuxiuejar a algú a qui preocupava que algú estava intentant enverinar-la. En passar els dies l'estat mental de Charlotte es va convertir obertament paranoic.
Va buscar refugi en el mateix Papa, i ella es menja i beu només el que estava preparat per a ell, temorosos que tota la resta pot ser enverinat. El Papa, tot alarmat, va ser molt complaent amb ella, i fins i tot va acceptar que la seva estada a la nit el Vaticà, després que van expressar la seva preocupació per la seva seguretat. Ella i la seva assistenta van ser les primeres dones a passar la nit a l'interior del Vaticà.

### Anglaterra i Gal·les
Anglaterra durant segles va ser considerada territori missioner per a l'Església catòlica. Després de l'emancipació catòlica a Gran Bretanya (que incloïa tota Irlanda), Pius IX va canviar això amb la butlla Universalis Ecclesiae (29 de setembre de 1850) per la que va restablir la jerarquia catòlica a Anglaterra i Gal·les, sota el nou nomenament de l'arquebisbe i cardenal Nicholas Wiseman amb 12 seus episcopals addicionals: Southwark, Hexham, Beverley, Liverpool, Salford, Shrewsbury, Newport, Clifton, Plymouth, Nottingham, Birmingham i Northampton. Algunes protestes violentes al carrer contra l '"agressió papal" van donar lloc a la Llei de títols eclesiàstics de 1851 sent aprovat pel Parlament, que amb pena de presó i multes prohibia a qualsevol bisbe catòlic utilitzar qualsevol títol episcopal "de qualsevol ciutat, poble o lloc, o de qualsevol territori o districte (sota qualsevol designació o descripció), al Regne Unit" La llei no es va aplicar mai i va ser derogada vint anys després. Pius va donar diners a Irlanda durant la Gran Fam. El 1847 es va dirigir al poble irlandès enmig de la fam escrivint Praedecessores nostros.

### Països Baixos
El govern holandès va instituir la llibertat religiosa per als catòlics el 1848. El 1853, Pius va erigir l'arquebisbat d'Utrecht i quatre diòcesis a Haarlem, Den Bosch, Breda, i Roermond. Com a Anglaterra, això va resultar en un breu esclat popular de sentiment anticatòlic.

### Espanya
Espanya - tradicionalment catòlica - va oferir un desafiament a Pius IX, ja que els governs anticlericals governaven des del 1832, cosa que va provocar l'expulsió d'ordres religiosos, el tancament de convents, el tancament d'escoles i biblioteques catòliques, el segrest i la venda d'esglésies i propietats religioses i la incapacitat de l'església per omplir les diòcesis vacants. El 1851, Pius IX va concloure un concordat amb la reina  Isabel II, que estipulava que les propietats eclesials no venudes havien de ser retornades, mentre que l'església renunciava a les propietats que ja havien passat propietaris. Aquesta flexibilitat de Pius va fer que Espanya garantís la llibertat de l'església en l'educació religiosa.

### Estats Units

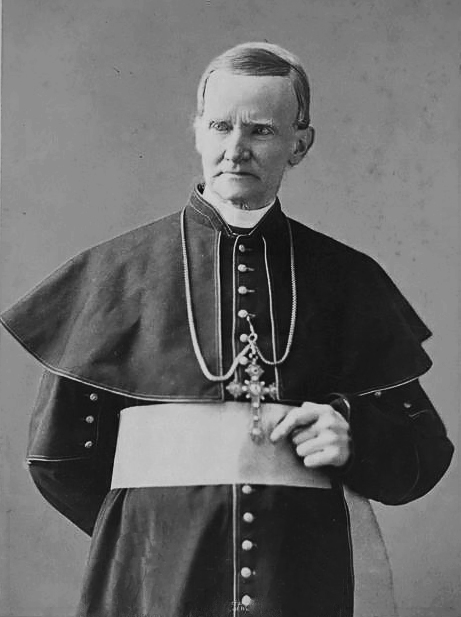
Pius IX va elevar John McCloskey com el primer estatunidenc al Col·legi de Cardenals el 15 de març de 1875

El papa Pius IX va aprovar el 7 de febrer de 1847 la petició unànime dels bisbes nord-americans d'invocar la Immaculada Concepció com a patrona dels Estats Units d'Amèrica.
A partir de l'octubre de 1862, el Papa va començar a enviar cartes públiques als bisbes catòlics dels Estats Units demanant la fi de la "destructiva Guerra Civil".
El Vaticà mai no va reconèixer la Confederació ni hi va enviar diplomàtics. No obstant això, el 1863 el papa es va reunir en privat amb un enviat confederat i va emfatitzar la necessitat d'emancipació. Una carta que Pius IX va escriure a Jefferson Davis el desembre de 1863, dirigint-se a ell com a "Praesidi foederatorum Americae regionum" (president d'una federació regional nord-americana), no va ser vista com a reconeixement dels estats confederats d'Amèrica, ni tan sols pels funcionaris confederats. El secretari d'Estat confederat Judah P. Benjamin la va interpretar com "un mer reconeixement inferencial, sense connexió amb l'acció política o l'establiment regular de relacions diplomàtiques" i, per tant, no li va assignar el pes del reconeixement formal.
Pius IX va elevar l'arquebisbe John McCloskey de Nova York com el primer americà al Col·legi de Cardenals el 15 de març de 1875.

### Canadà
Pius IX va augmentar el nombre de diòcesis canadenques de 4 a 21 amb 1.340 esglésies i 1.620 sacerdots el 1874.

### Àustria
La revolució de 1848 va tenir resultats mixtos per a l'Església catòlica a Àustria-Hongria. Va alliberar l'església de la pesada mà de l'Estat en els seus assumptes interns, que va ser aplaudit per Pius IX. De la mateixa manera que altres països, Àustria-Hongria va tenir importants moviments polítics anticatòlics, principalment liberals, que van obligar l'emperador Francesc Josep I el 1870 a renunciar al concordat de 1855 amb el Vaticà. Àustria ja havia anul·lat el 1866 diverses seccions sobre la llibertat de les escoles catòliques i la prohibició dels matrimonis civils. Després que els enfocaments diplomàtics fracassessin, Pius va respondre amb una encíclica el 7 de març de 1874, exigint llibertat religiosa i llibertat educativa. Malgrat aquests desenvolupaments, no hi havia cap equivalent al Kulturkampf alemany a Àustria, i Pius va crear noves diòcesis a tota Àustria-Hongria.

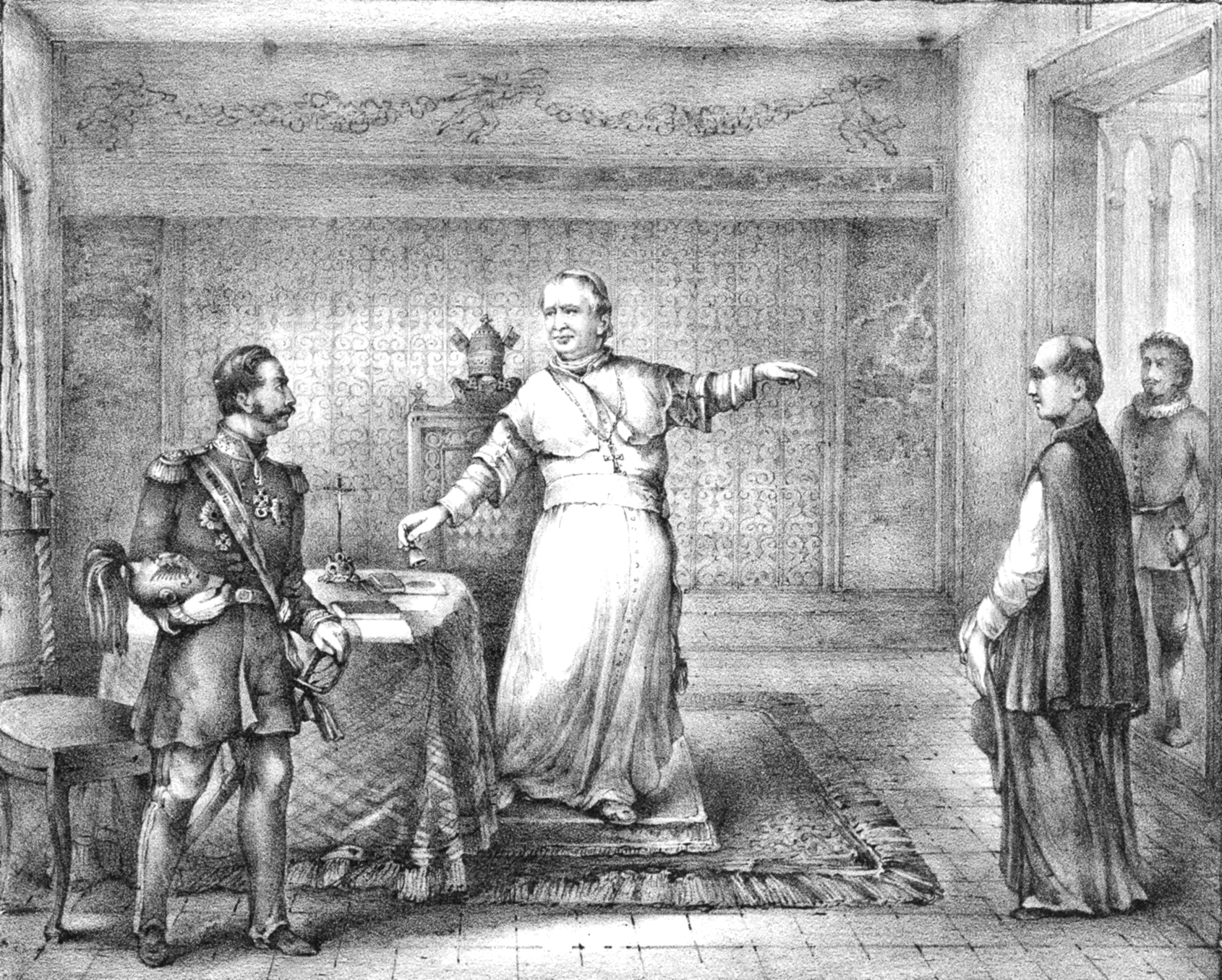
Expulsió de l'enviat rus Felix von Meyendorff pel papa Pius IX per insultar la fe catòlica

### Imperi alemany
A Alemanya, l'estat de Prússia, sota la direcció d'Otto von Bismarck, va veure el catolicisme com una perillosa influència estrangera, i el 1872–1878 va lluitar dur per reduir el poder del papa i dels bisbes. Després d'anys de lluita al Kulturkampf, els catòlics van lluitar contra la mobilització dels seus votants a Prússia i a Alemanya en general. Després de la mort de Pius, Bismarck es va posar d'acord amb el nou papa. Va abandonar la seva aliança amb els liberals anticatòlics i va formar una coalició política amb el Partit del Centre Catòlic.

### Imperi Rus
El pontificat de Pius IX es va iniciar el 1847 amb un "Accomodamento", un acord generós, que va permetre a Pius omplir les seus episcopals vacants dels ritus llatins tant a Rússia (concretament als països bàltics) com a les províncies poloneses de Rússia. Les llibertats de curta durada van ser minades per l'Església Ortodoxa, Les aspiracions poloneses poloneses a les terres ocupades, i la tendència de la Rússia imperial a actuar contra qualsevol dissidència. Pius va intentar primer situar-se al mig, oposant-se fermament a l'oposició revolucionària i violenta contra les autoritats russes i apel·lant-los per obtenir més llibertat eclesiàstica. Després del fracàs de la insurrecció polonesa el 1863, Pius va fer costat als perseguits polonesos, protestant contra les seves persecucions i enfurismant el govern tsarista fins al punt que totes les diòcesis catòliques van ser eliminades el 1870. Pius va criticar el tsar - sense nomenar-lo, per haver expatriat comunitats senceres a Sibèria, exiliar sacerdots, condemnar-los a camps de treball i abolir les diòcesis catòliques. Va assenyalar els pobles siberians de Tounka i Irkout, on el 1868, 150 sacerdots catòlics esperaven la mort.

## Plans per deixar Roma
Several times during his pontificate, Pius IX considered leaving Rome. On 24 November 1848, facing a rebellion by Italian nationalists, he fled to Gaeta in Naples; he returned in 1850.
Diverses vegades durant el seu pontificat, Pius IX va considerar la possibilitat d'abandonar Roma. El 24 de novembre de 1848, enfrontat a una rebel·lió dels nacionalistes italians, va fugir a Gaeta a Nàpols; va tornar el 1850.
Una altra ocurrència va ser el 1862, quan Giuseppe Garibaldi es trobava a Sicília reunint voluntaris per a una campanya per prendre Roma sota el lema Roma o Morte. El 26 de juliol de 1862, abans que Garibaldi i els seus voluntaris fossin aturats a Aspromonte. Pius IX va preguntar a Odo Russell, el ministre britànic a Roma, si se li concediria asil polític a Anglaterra després que les tropes italianes haguessin marxat. Russell li va assegurar que se li concediria asil si sorgís la necessitat, però va dir que estava segur que les pors del Papa eren infundades. Després de la captura de Roma i la suspensió del Concili Vaticà I. Otto von Bismarck va confiar a algú que Pius IX ja havia preguntat si Prússia li podia concedir asil. Bismarck no s'hi va oposar i va afegir que "ens seria molt útil que els catòlics ens reconeguessin com el que realment som, és a dir, l'únic poder que existeix ara i que és capaç de protegir el cap de la seva Església ... Però el rei [Guillem I] no consentirà. Té una por terrible. Pensa que tota Prússia es pervertiria i que ell mateix estaria obligat a convertir-se en catòlic. No obstant això, li vaig dir que si el papa demanava asil no podia negar-se ".

## Teologia
Pius va estar ferm sobre el seu paper com a màxima autoritat docent de l'església. Va promoure les fundacions de les universitats catòliques a Bèlgica i França i va donar suport a les associacions catòliques, amb l'objectiu d'explicar la fe als no catòlics. El Cercle Ambrosià a Itàlia, el Sindicat de Treballadors Catòlics de França i el Pius Verein i la Deutsche Katholische Gesellschaft d'Alemanya van intentar fer arribar la fe catòlica en la seva plenitud a la gent de fora de l'església.

### Mariologia
Les doctrines marianes van tenir un paper destacat en la teologia del segle xix, especialment el tema de la Immaculada Concepció de Maria. Durant el seu pontificat, les peticions van augmentar demanant la dogmatització de la Immaculada Concepció. El 1848 Pius va nomenar una comissió teològica per analitzar la possibilitat d'un dogma marià. El 8 de desembre de 1854 va promulgar la constitució apostòlica Ineffabilis Deus on defineix el dogma de la Immaculada Concepció de la Santíssima Mare de Déu.

### Encícliques
Pius IX va publicar un rècord de 38 encícliques. Inclouen:
- Qui pluribus (1846) sobre fe i religió
- Praedecessores nostros (1847) sobre ajudes a Irlanda
- Ubi primum 1848 sobre La Immaculada Concepció
- Nostis et nobiscum 1849 sobre l'església dels Estats Pontificis
- Neminem vestrum 1854 sobre la cruenta persecució dels armenis
- Cum nuper 1858 sobre la cura dels clergues
- Amantissimus 1862 sobre la cura de les esglésies
- Meridionali Americae 1865 sobre el seminari per al clergat nadiu
- Omnem sollicitudinem 1874 sobre el ritu grec-ruteni
- Quod nunquam 1875 sobre l'Església de Prússia

El 7 de febrer de 1862 va emetre la constitució papal Ad universalis Ecclesiae, que tractava de les condicions d'admissió a les ordres religioses dels homes en què es prescriuen vots solemnes. A diferència dels papes del segle xx, Pius IX no va utilitzar encícliques per explicar la fe, sinó per condemnar allò que considerava errors. Pius IX va ser el primer papa a popularitzar les encícliques a gran escala per fomentar les seves opinions.

### Primer Concili Vaticà

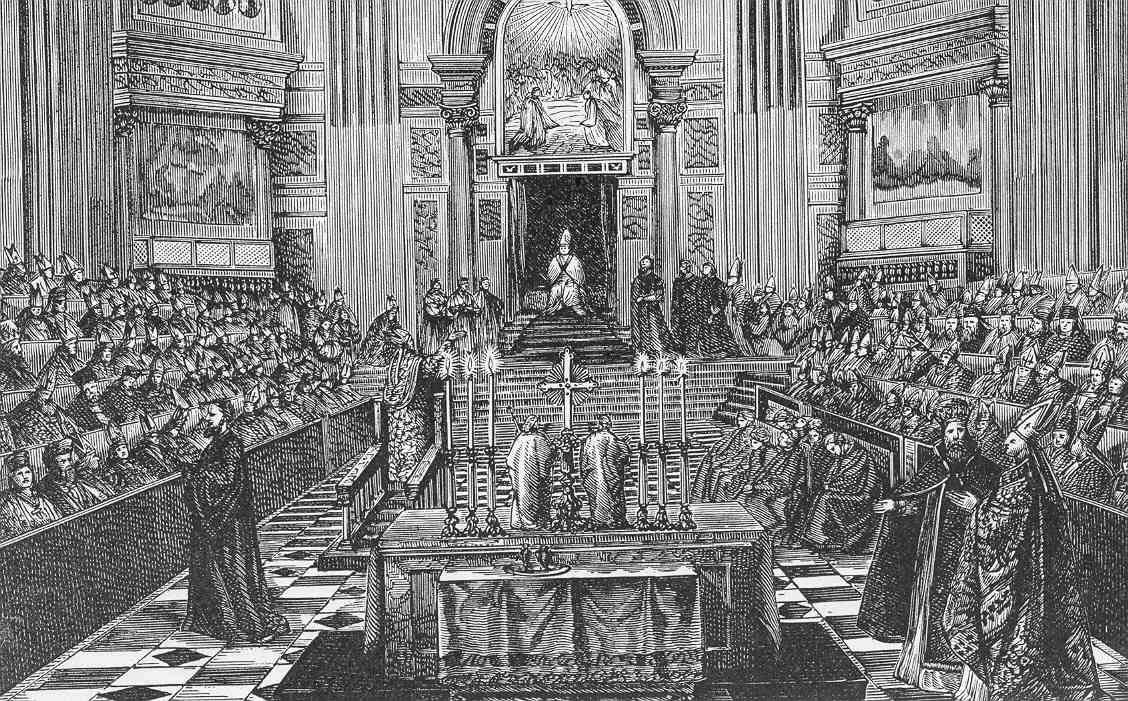
El Concili Vaticà I presidit per Pius IX, 1869

Pius va actuar decisivament sobre el desacord centenari entre dominics i franciscans sobre la Immaculada Concepció de Maria, decidint-se a favor de la visió franciscana. No obstant això, aquesta decisió, que va formular com un dogma infal·lible, va plantejar una pregunta: pot un papa prendre aquestes decisions sense els bisbes? Això va presagiar un tema del Concili Vaticà I, que més tard va convocar per al 1869. El Papa va consultar prèviament els bisbes amb la seva encíclica Ubi primum, però va insistir a fer que es clarifiqués aquesta qüestió. El concili havia de tractar la infal·libilitat papal, millorant el paper del papat i disminuint el paper dels bisbes. El paper dels bisbes s'havia de tractar al concili, però es va dissoldre a causa de l'imminent atac d'Itàlia contra els Estats Pontificis. Així, els principals èxits de Pius IX són la seva mariologia i el Concili Vaticà I.

### La influència
Pius IX va aprovar 74 noves congregacions religioses per a les dones soles. A França creà més de 200 diòcesis, i noves jerarquies en altres països.

## Últims anys i mort

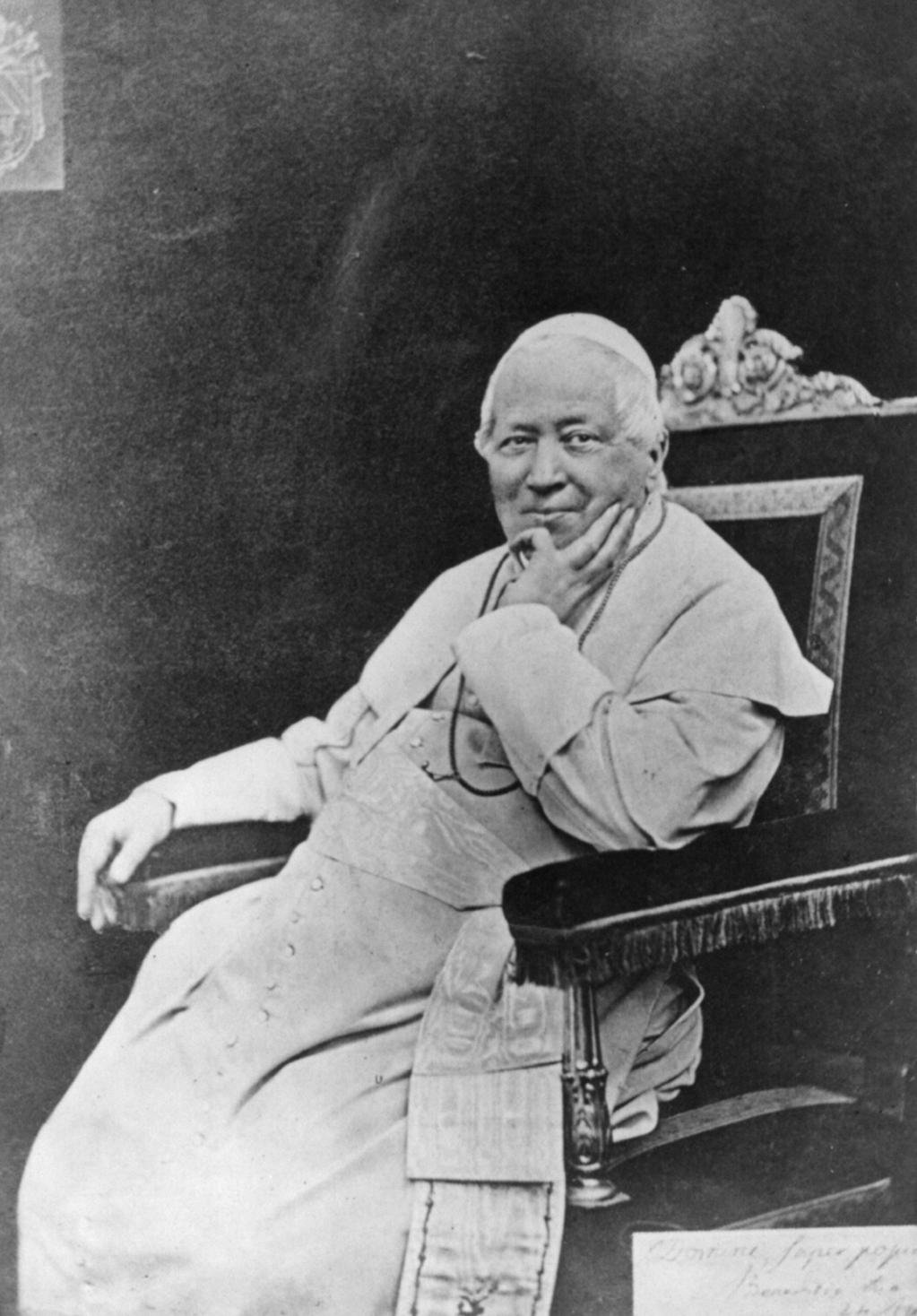
Pius IX (1871)

Des del 1868, el papa havia estat afectat primer per erisipela facial i després per ferides obertes a les cames. No obstant això, va insistir a celebrar la missa diària. L'extraordinària calor de l'estiu de 1877 va empitjorar les nafres al fet que havia de ser portat. Es va sotmetre a diversos procediments mèdics dolorosos amb una paciència notable. Va passar la major part de les seves últimes setmanes a la seva biblioteca, on va rebre cardenals i va celebrar audiències papals. El 8 de desembre, festa de la Immaculada Concepció, la seva situació va millorar notablement fins al punt que podia tornar a caminar.

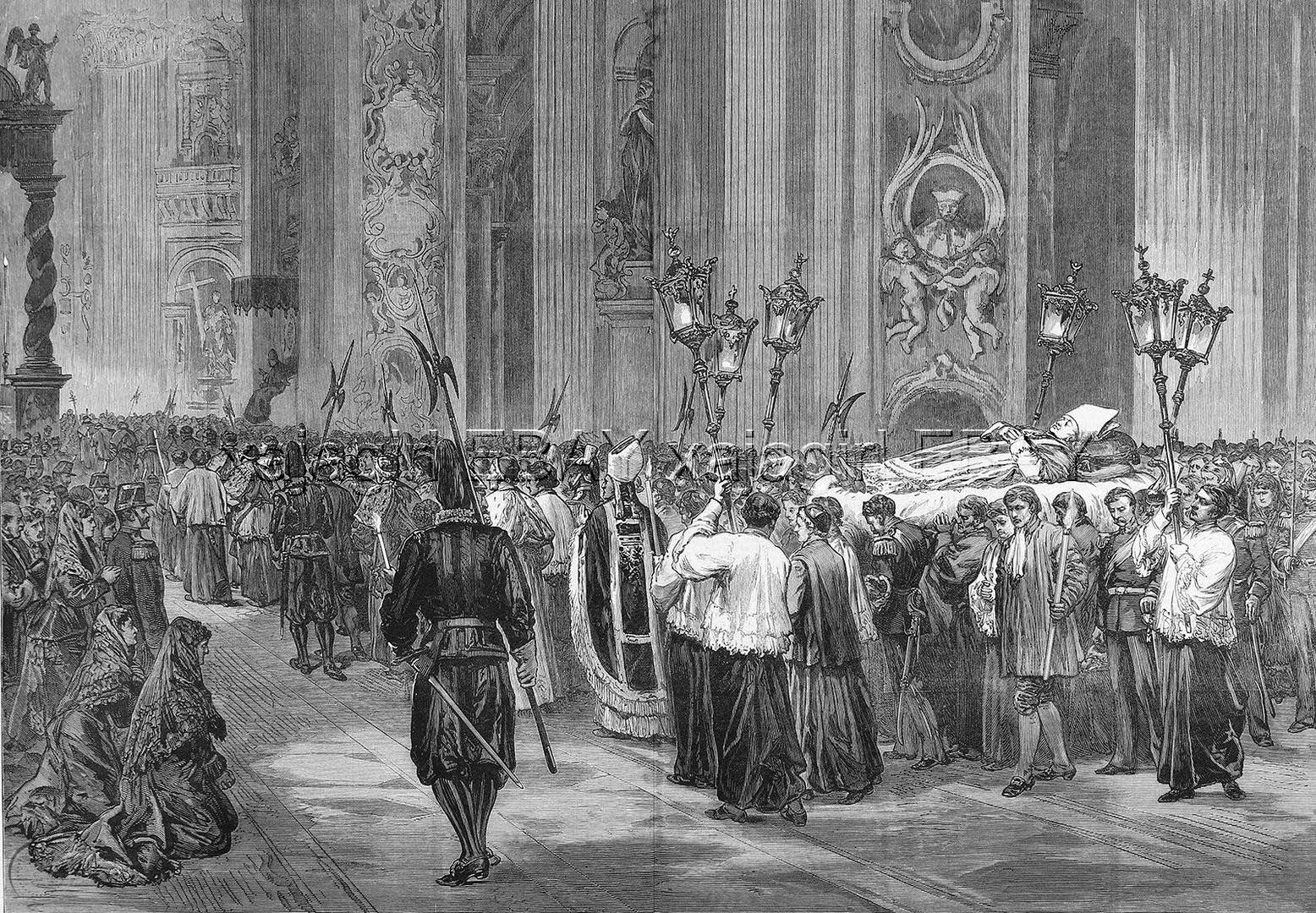
Il·lustració del funeral de Pius IX a la basílica de Sant Pere

Al febrer, podria tornar a dir missa tot sol, gaudint de la celebració popular del 75è aniversari de la seva primera comunió. La bronquitis, una caiguda al terra i l'augment de la temperatura van empitjorar la seva situació després del 4 de febrer de 1878. Va continuar fent broma sobre si mateix: quan el cardenal vicari de Roma va ordenar les campanes i pregàries sense parar per a la seva recuperació, el papa va preguntar: "Per què? vols impedir-me d'anar al cel? " Va dir al seu metge que havia arribat el seu moment.
Pius IX va viure el temps suficient per presenciar la mort del seu vell adversari, Víctor Manuel II d'Itàlia, el gener de 1878. Tan bon punt va conèixer la gravetat de la situació del rei, el va absoldre de totes les excomunions i altres càstigs eclesiàstics. Pius IX va morir un mes després, el 7 de febrer de 1878 a les 17:40, a l'edat de 85 anys, mentre deia el rosari amb el seu personal. La causa de la mort va ser l'epilèpsia, que va provocar una convulsió i un atac de cor sobtat. Les seves últimes paraules van ser: "Guardeu l'Església que vaig estimar tan bé i sagradament", tal com ho registren els cardenals agenollats al costat del seu llit. ]La seva mort va concloure el segon pontificat més llarg de la història papal, després de la de Sant Pere, que la tradició sosté que havia regnat durant 37 anys.
El seu cos va ser enterrat originalment a la gruta de Sant Pere, però va ser traslladat en una processó nocturna el 13 de juliol de 1881 a la Basílica de San Lorenzo fuori le Mura. Quan el corteg es va apropar al riu Tíber, un grup de romans anticlericals cridaven "Visca Itàlia! Mort al Papa! Mort als sacerdots!" va amenaçar amb llançar el fèretre al riu, però un contingent de milícies va arribar per evitar-ho. La simple tomba de Pius IX va ser canviada pel seu successor Joan Pau II després de la seva beatificació .
La seva làpida sepulcral duu la següent frase gravada: "Ossa et cineres Pii IX papae. Orate pro eo" (Ossos i cendres del papa Pío IX. Pregueu per ell).

### Beatificació

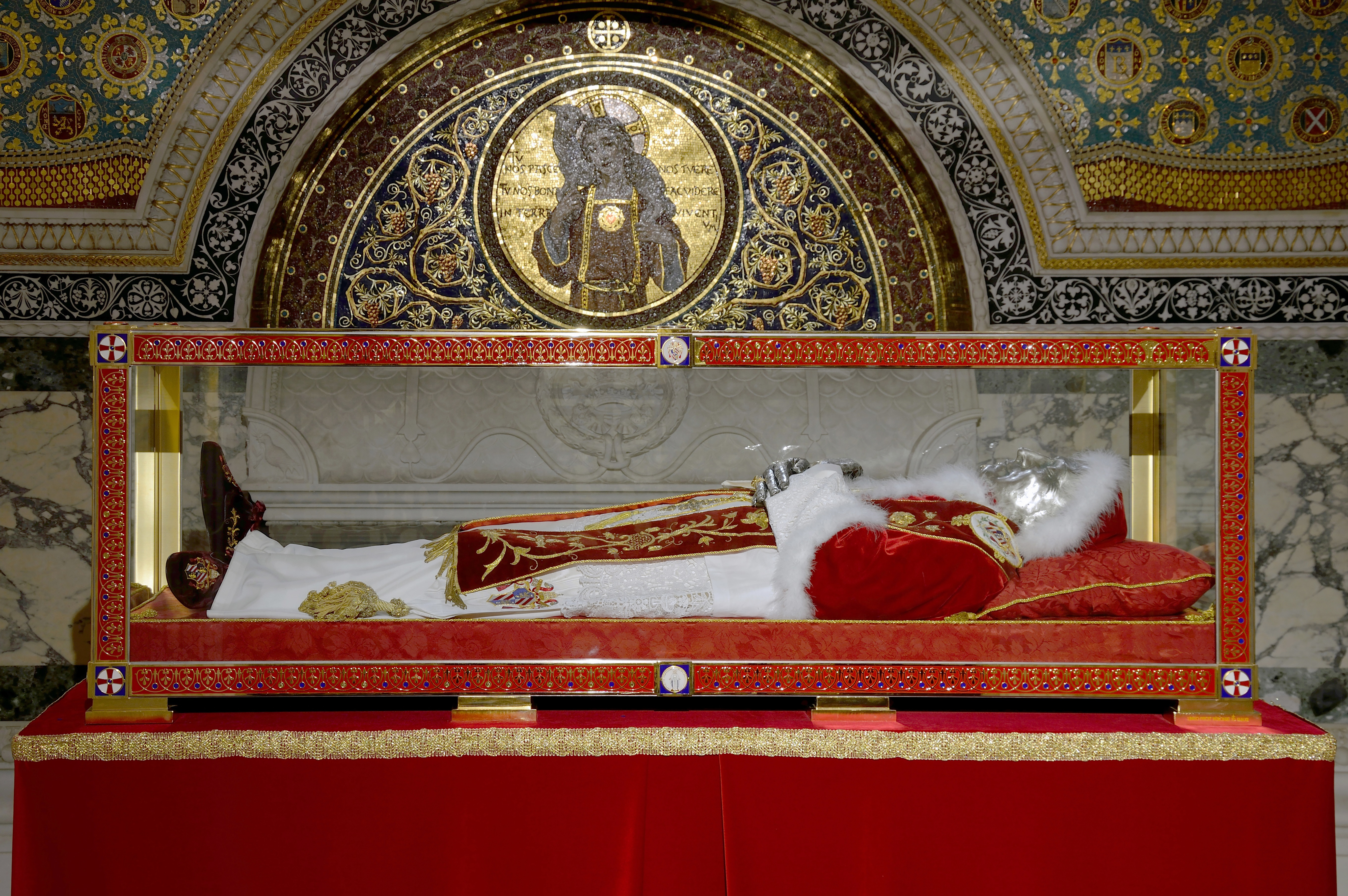
Tomba del beat Pius IX fotografiada el 2015

El procés per a la seva beatificació, que en les primeres etapes va ser fortament oposat pel govern italià, es va iniciar l'11 de febrer de 1907 i es va reiniciar tres vegades. Des del 1878, el govern italià s'havia oposat fermament a la beatificació de Pius IX. Sense oposició italiana, el papa Joan Pau II va declarar Pius IX venerable el 6 de juliol de 1985 (després de confirmar la seva vida de virtut heroica) i el va beatificar el 3 de setembre de 2000 (la seva commemoració litúrgica anual és el 7 de febrer).. Aquesta última cerimònia també va incloure la beatificació del S.P. Joan XXIII (1958-63).
La beatificació de Pius IX va ser controvertida i va ser criticada per alguns jueus i cristians a causa del que es percebia com la seva política autoritària i reaccionària; l'acusació d'abús de poders episcopals; i l'antisemitisme (més concretament el cas d' Edgardo Mortara, però també el seu restabliment del gueto romà)., així com per la manca de culte establert i la creixent tendència dels papes per canonitzar als seus predecessors.

## Fou realment francmaçó?
El Papa Pius IX va ser maçó conegut en el món profà com Giovanni Ferretti. Hem d'aclarir que en ser elevat a Summe Pontífex, des d'un temps abans, havia decebut a la Germandat i fou expulsat. El 9 de novembre de 1846, va publicar una encíclica contra la francmaçoneria.

## Llegat
Pius IX va celebrar el seu jubileu de plata el 1871 i va tenir el regnat més llarg de la història del papat post-apostòlic: 31 anys, 7 mesos i 23 dies. A mesura que es perdia la seva sobirania temporal, l'Església es va reunir al seu voltant i el papat es va centralitzar, encoratjat pels seus hàbits personals de simplicitat. El pontificat de Pius IX marca l'inici del papat modern: des del seu moment, s'ha convertit en una autoritat espiritual més que temporal.
Havent començat com a liberal, Pius IX es va tornar conservador després de ser perseguit de Roma. Posteriorment, va ser considerat políticament conservador, però un inquiet i radical reformador i innovador de la vida i les estructures de l'església. La vida de l'Església, les vocacions religioses, els nous fonaments i l'entusiasme religiós van florir al final del seu pontificat. Políticament, va patir l'aïllament del papat de la majoria de les principals potències mundials: "el pres del Vaticà" tenia pobres relacions amb Rússia, Alemanya, els Estats Units i França i una hostilitat oberta amb Itàlia. Tot i així, va ser el més popular entre els fidels catòlics restants de tots aquests països, en molts dels quals es van formar associacions del papa Pius en el seu suport. Va fer una història eclesiàstica duradora amb la seva infal·lible decisió de la Immaculada Concepció de 1854, que va ser la base per al posterior dogma de l'Assumpció. La seva altra contribució duradora és la invocació del concili ecumènic Vatican Primer, que va promulgar la definició de la infal·libilitat papal. Amb els seus consells va ajudar a Joan Bosco a fundar la Societat Salesiana, motiu pel qual també se l'anomena "Papa de don Bosco".
- En dues nits després del perdó de 1846 que va alliberar tots els presos polítics, milers de romans amb torxes van recórrer el palau del Quirinal, on va viure Pius IX, celebrant el papa amb Evvivas, discursos i música durant les dues nits. El Papa va anar diverses vegades al balcó per donar la seva benedicció. El tercer dia, quan el seu carruatge de cavalls va deixar el Palau per traslladar-se al Vaticà, els romans van desconnectar els cavalls i van treure el carruatge papal pel seu compte.[92]
- El 16 de novembre de 1848, una multitud de revolucionaris es van traslladar al Quirinal i al Parlament per presentar al Papa les seves demandes, especialment la guerra contra Àustria. Segons els informes, el Papa va respondre que la seva dignitat com a cap d'estat i de l'església no li permet complir les condicions dels rebels. Després d'això, el Quirinal va ser cobert pel foc de canons, que va causar diverses morts. Després d'això, per salvar vides, el Papa va acceptar una llista de ministres proposats, tot i que va afirmar que s'abstindria de qualsevol cooperació amb ells.[93]
- Després que les tropes franceses, que prèviament havien protegit els Estats Pontificis, abandonessin Roma, un exèrcit italià amb 60.000 homes es va apropar a la ciutat, que només era defensada per 10.000 soldats papals. El Papa va donar instruccions als seus soldats irremeiablement superats en nombre de combatents que només havien de resistir i entrar en un armistici després de la primera derrota perquè el Vicari de Crist no vessa sang. Quan la vella Porta Pia va ser bombardejada, obrint un enorme forat per als invasors, el Papa va demanar que es mostrés la bandera blanca. Va ser el seu darrer acte com a rei dels Estats Pontificis.[94] L'últim tret papal a la Porta Pia va ser acomiadat per un antic alumne austríac de la Stella Matutina[95]
- Pius IX va ser satiritzat en un joc de paraules amb la versió italiana del seu nom (Pio Nono - Nono vol dir "Novè"), com Pio No No .
- Els seus canvis d'humor ocasionals i les seves explosions emocionals s'han interpretat com a símptomes de la seva epilèpsia.[96][97]
- Un toc popular perdurable rau en el llegat artístic de Pius IX com a autor de les lletres en italià de la nadala més coneguda d'Itàlia, "Tu scendi dalle stelle" ("Del cel estrellat va descendir"), originalment una cançó en llengua napolitana escrita per Alfons Liguori .
- Durant la seva estada al Regne de les Dues Sicílies, el 8 de setembre de 1849, el papa Pius IX va tenir l'experiència d'un viatge en tren de Portici a Pagani, de manera que es va entusiasmar amb aquest invent modern. Quan va tornar a la seva seu a Roma, va promoure el creixement d'una xarxa ferroviària, a partir del 1856 amb la via ferroviària de Roma i Frascati. El 1870, la longitud de les línies de ferrocarril construïdes als Estats Pontificis era de 317 quilòmetres. També va introduir la il·luminació de gas i el telègraf als Estats Pontificis.
- Per commemorar el seu mandat com a papa, un carrer de Montreal es diu Pie-IX Boulevard (Pie-Neuf). També hi ha una parada al sistema de metro de Montreal anomenat Pie-IX que dona servei a l'estadi olímpic, situat al costat del bulevard Pie-IX. A més, els carrers de Santiago, Xile i Macon, Geòrgia, s'anomenen Pío Nono, italià per Pius IX i una escola secundària amb el mateix nom (Pio IX) a Buenos Aires, Argentina. Diversos dolços a Espanya, Amèrica Llatina i Filipines també reben el nom de piononos.[98]